# Ataques aéreos na escola Al-Fakhoora
Israel conduziu dois ataques aéreos à escola al-Fakhoora, no campo de refugiados de Jabalia, no norte da Faixa de Gaza, que estava a ser usado como abrigo pela Agência das Nações Unidas para os Refugiados (UNRWA). Em 4 de novembro de 2023, um ataque aéreo israelense matou pelo menos 15 pessoas e feriu 70.

## Primeiro ataque aéreo
Um míssil israelense caiu sobre a escola al-Fukhora na manhã de 4 de novembro, quando milhares de pessoas viviam na escola no momento do ataque.

### Vítimas
Pelo menos 15 pessoas morreram e 70 ficaram feridas no ataque. As crianças também estão entre os mortos. O Ministério da Saúde palestino disse que dezenas de outros ficaram feridos.

### Reações
Os líderes árabes pressionaram publicamente o secretário de Estado dos EUA, Antony Blinken, para garantir um cessar-fogo imediato em Gaza. No entanto, Blinken recuou, dizendo que o cessar-fogo apenas permitiria o reagrupamento do Hamas However, Blinken pushed back, saying the ceasefire would only allow Hamas to regroup.

## Segundo ataque aéreo
Um segundo ataque aéreo à escola ocorreu nas primeiras horas da manhã de 18 de novembro. Jornalistas presentes relataram cadáveres por toda parte, sugerindo que o ataque pode ter sido uma mensagem israelense aos civis para fugirem para o sul da Faixa de Gaza. Um videoclipe que surge após o que foi descrito como um “massacre” mostra um homem caminhando por várias salas onde dezenas de cadáveres podem ser vistos, e a angústia pode ser ouvida em toda a escola.

### Vítimas
O segundo ataque matou pelo menos 50 pessoas.

### Reações
Martin Griffiths afirmou que a greve foi uma "notícia trágica" e que "os abrigos são um lugar de segurança. As escolas são um lugar de aprendizagem." Tamara Alrifai, porta-voz da UNRWA, afirmou: "O que estamos vendo é outro destes incidentes horríveis, onde civis, pessoas que procuraram abrigo num edifício protegido da ONU, estão a pagar o preço." lugar-comum." O Ministério das Relações Exteriores do Catar afirmou que "uma investigação internacional urgente e investigadores independentes para investigar os ataques de Israel a escolas e hospitais em Gaza" eram necessários.